# Jeune-Allemagne
Pour les articles homonymes, voir Jeune Allemagne (homonymie).
Le mouvement Jeune-Allemagne (Junges Deutschland) est un groupe d'écrivains allemands qui existe entre 1830 et 1850. Il s'agit essentiellement d'une idéologie « jeune », similaire à celles qui balaient la France et l'Irlande, et dont l'origine se trouve en Italie.
Ses principaux membres sont Karl Gutzkow, Heinrich Laube, Theodor Mundt et Ludolf Wienbarg. Heinrich Heine, Ludwig Börne et Georg Büchner sont également considérés comme étant apparentés au mouvement. En élargissant encore un peu ce groupe, il est possible d'y rattacher Willibald Alexis, Adolf Glassbrenner, Gustav Kühne (de), Max Waldau (de) et Georg Herwegh.
Durant une époque de troubles dans l'ensemble de l'Europe, les idées progressistes de la Jeune-Allemagne sont considérées comme dangereuses par de nombreux politiciens. En décembre 1835, le Bundestag de Francfort interdit la publication en Allemagne de nombreux auteurs apparentés au mouvement, « et nommément Heinrich Heine ». Le Parlement explique sa décision en indiquant que les Jeunes Allemands tentent de « s'attaquer à la religion chrétienne de la manière la plus impudente, de dégrader la situation actuelle et de détruire toute discipline et toute forme de moralité, sous couvert d'un style s'apparentant aux belles lettres et accessible à toutes les classes de lecteurs ».
Cette idéologie produit des poètes, des penseurs et des journalistes, tous critiquant le mouvement d'introspection et de particularisme initié par le romantisme allemand. Le mouvement romantique, considéré comme apolitique, ne fournit pas à l'intelligentsia allemande, alors florissante, des possibilités d'engagement suffisantes. 